# New Brunswick Route 111
Die New Brunswick Route 111 ist ein Highway in der kanadischen Provinz New Brunswick. Er beginnt in der Nähe der Stadt Saint John in Rothesay an der Route 1 und endet auch wieder an der Route 1 bei Sussex. Der Abschnitt zwischen Rothesay und Saint John Airport ist Bestandteil des National Highway Systems, dort dient die Route als Core-Route.

## Verlauf

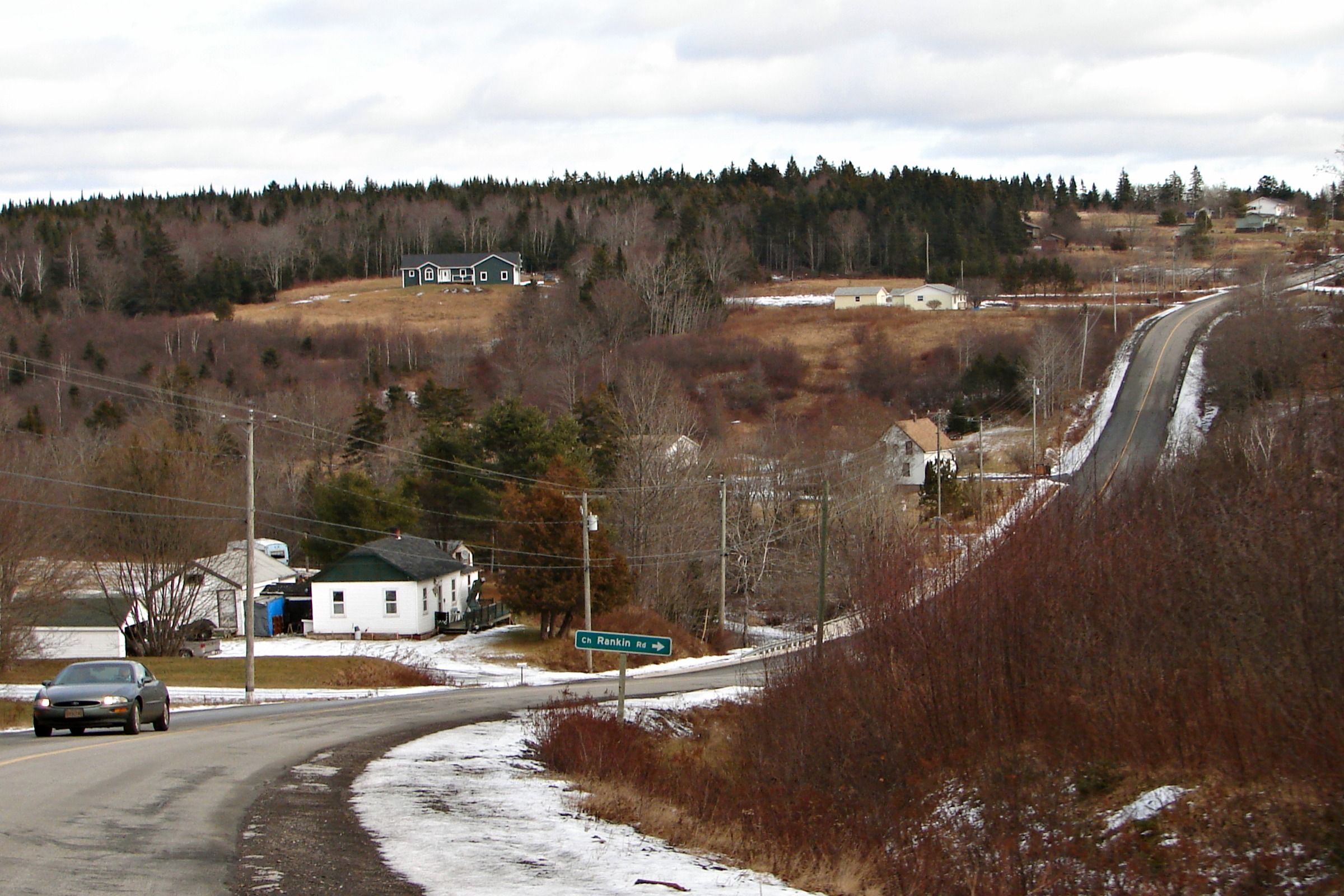
Route 111 in Fairfield

Die Route 111 beginnt an der Route 1 südlich von Rothesay, sie verläuft in südöstlicher Richtung zum Saint John Airport. Von dort ab führt die Route in Richtung Atlantikküste nach St. Martins. Dort schwenkt die Route nach Norden hin und endet wieder an der Route 1 östlich von Sussex.